# Annei Tennō
Emperador Annei (安寧天皇?) fue el tercer emperador del Japón según el orden tradicional de sucesión.
No existen datos claros acerca de este emperador y es conocido por los historiadores como un "Emperador legendario". En el Kojiki y el Nihonshoki solo se recopilan su nombre y su genealogía.

## Genealogía
Annei Tennō es casi seguro una leyenda. El Kojiki menciona solo su nombre y su genealogía. Según el Nihonshoki, Annei Tennō es el segundo de ocho monarcas indocumentados (欠史八代 Kesshi-hachidai?).
El Gukanshō explica que el emperador Annei fue el hijo mayor o el único hijo del Emperador Suizei.

## Acontecimientos
La ausencia de información sobre el Emperador Annei no implica que tal persona no haya existido jamás.  Hay muy poca información disponible para el estudio antes del reinado del Emperador Kimmei.
Según el Gukanshō, el Emperador Annei gobernó desde el palacio de Ukena-no-miya at Katashiro en la provincia de Kawachi en lo que vendrá a ser conocido como la provincia de Yamato.

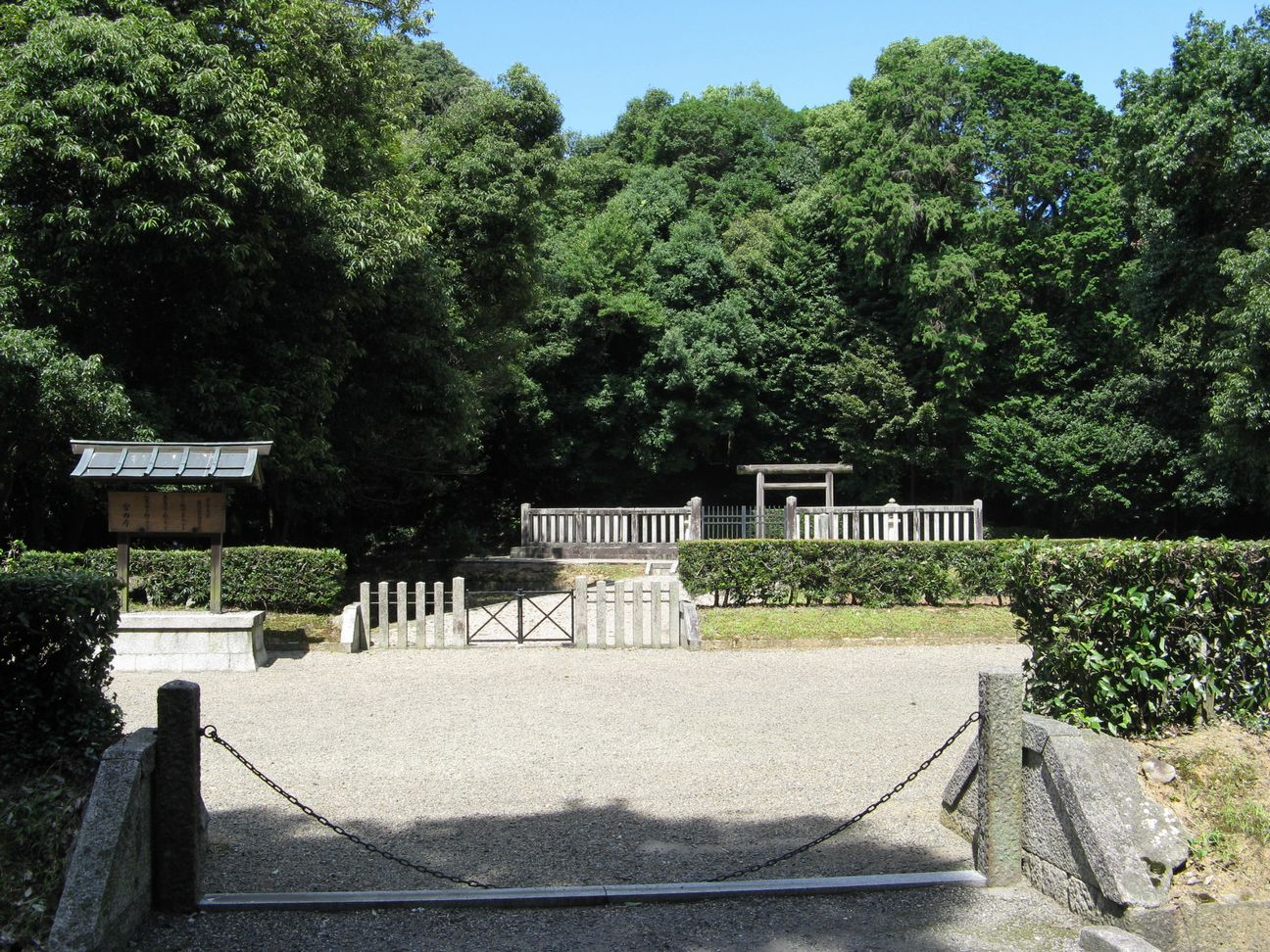
El mausoleo (misasagi) del Emperador Annei en provincia de Nara.

### Nombre póstumo
Su nombre póstumo literalmente significa "tranquilidad estable". Este nombre fue establecido muchos siglos después de su fallecimiento.
El sitio real de su tumba se desconoce. Este emperador posee un santuario sintoísta monumento (misasagi) en Nara.

## Referencias

El emblema de la flor de crisantemo es el símbolo (mon) del Emperador de Japón.